# 27 Dresses
27 Dresses (27 vestidos en España y 27 bodas en Hispanoamérica) es una película de comedia romántica protagonizada por Katherine Heigl, James Marsden y Edward Burns. Estrenada el 18 de enero de 2008 en Estados Unidos y el 29 de febrero del mismo año en España.

## Argumento
Jane Nichols (Katherine Heigl) ha sido dama de honor en 27 bodas. Una noche cuando está asistiendo a dos bodas simultáneamente, conoce a Kevin Doyle (James Marsden), un reportero de bodas. Kevin la acompaña a casa pero la disgusta con una cínica visión del matrimonio. Luego, él encuentra la agenda que ella olvidó en el taxi que compartieron. Mientras tanto su hermana, Tess (Malin Akerman) se enamora del jefe de Jane, George (Edward Burns), del que también Jane está enamorada. Tess finge que le gustan las mismas cosas que le gustan a George haciendo que él se sienta cada vez más y más atraído hacia ella. Pronto la pareja anuncia que quiere casarse, en tan solo tres semanas.
El reportero que acepta hacer el seguimiento del matrimonio resulta ser Kevin, quien mientras tanto prepara un artículo llamado "Por siempre dama de honor" a partir de la agenda de Jane, ya que no llegó a devolvérsela. Su propósito era ser ascendido y así poder escribir investigaciones sobre "noticias reales". Jane no tiene idea de las intenciones de Kevin, y cuando le pide una entrevista para el artículo de Tess, hace que Jane se pruebe los 27 vestidos que había en su armario, todos de diferentes temáticas. Él toma fotos de ella con cada uno de ellos y le manda el artículo completo a su editor. Cuando ellos se van conociendo mejor, gracias a la boda de Tess, Kevin empieza a pensar que Jane no es tan unidimensional como él había pensado y le pide a su editor que retrase la salida del artículo para "arreglarlo". Una noche, bajo una fuerte lluvia, Jane y Kevin tienen un accidente en el que el carro de Jane patina hasta el pasto quedando atrapado. Luego del accidente van hasta un bar cercano.
Al día siguiente, mientras ellos desayunaban, su editora publica el artículo en la primera página de Compromisos, y Jane se pone furiosa con él. Luego Tess se pone furiosa con Jane, por darle material para el artículo de Kevin, que la describe como "bridezilla". La pelea se intensifica cuando Jane se da cuenta de que Tess destruyó el viejo vestido de matrimonio de su madre, para hacer un vestido nuevo y moderno.
A pesar de la discusión, Tess le pide a Jane que haga una muestra fotográfica para presentar en la fiesta de compromiso. Esa noche, Jane decide que George debe saber la verdad y en vez preparar un bonito recordatorio, muestra fotos de Tess comiendo carne (cuando le había dicho a George que era vegetariana como él), también mostró fotos de Tess sosteniendo a un gato por la cola y abalanzada por un perro. En resumen, haciendo todas las cosas que le había dicho a George que nunca haría. Luego, Pedro, el joven hispano que tenía a George de mentor, le dice a la multitud que Tess lo ha tenido limpiando el departamento de George por dinero. George, al darse cuenta del pasado de Tess y disgustado por todo lo que ha visto, decide romper el compromiso.
Más tarde, en el trabajo, George le dice a Jane que la aprecia porque nunca le dice que no y siempre está ahí cuando la necesita. Ella recuerda que Kevin una vez le dijo lo mismo pero a modo de crítica. Luego, Jane le confiesa entonces a George que solo seguía trabajando en su empresa porque estaba enamorada de él y ella descubre, tras un beso experimental con George, que ya no ama a éste, sino que se ha enamorado de Kevin, por lo que decide ir a buscarlo para reconciliarse con él. Finalmente encuentra a Kevin en una boda que él estaba cubriendo y que era celebrada en un barco, y le anuncia frente a toda la multitud que asistía que lo amaba.
Un año después, Jane y Kevin se casan, siendo damas de honor todas las 27 novias a las que ella ayudó, incluida su hermana Tess y su mejor amiga Casey.

## Reparto
| Actor           | Personaje           |
| --------------- | ------------------- |
| Katherine Heigl | Jane Nichols        |
| James Marsden   | Kevin Malcolm Doyle |
| Malin Åkerman   | Tess Nichols        |
| Edward Burns    | George              |
| Judy Greer      | Casey               |
| Brian Kerwin    | Hal Nichols         |
| Maulik Pancholy | Trent               |
| David Castro    | Pedro               |
| Peyton List     | Joven Jane Nichols  |

## Recepción crítica y comercial
Los críticos la valoraron con críticas generalmente mixtas, con un 40% de comentarios positivos, según la página de Internet Rotten Tomatoes, llegando a la siguiente conlusión: "Los realizadores de la película siguieron perfectamente la manida fórmula de la comedia-romántica, dejando 27 vestidos llena de clichés y siendo completamente olvidable".
Según la página de Internet Metacritic obtuvo críticas mixtas, con un 47%, basado en 31 comentarios de los cuales 7 son positivos.
La película tuvo éxito en taquilla, recaudando casi 77 millones de dólares sólo en Estados Unidos. Sumando las recaudaciones internacionales la cifra asciende a 160 millones. Su presupuesto fue de 30 millones.

## BD y DVD
27 vestidos salió a la venta el 2 de septiembre de 2008 en España, en formato DVD y Blu-ray. El disco contiene cuatro documentales, tráiler cinematográfico y escenas eliminadas.

## Banda sonora
| Pista | Título                | Intérprete                              |
| ----- | --------------------- | --------------------------------------- |
| 1     | Hips Don't Lie        | Shakira feat. Wyclef Jean               |
| 2     | Happy Together        | The Turtles                             |
| 3     | Valerie               | Mark Ronson feat. Amy Winehouse         |
| 4     | Under the Influence   | James Morrison                          |
| 5     | Be Here Now           | Ray Lamontagne                          |
| 6     | Elton Ahi             | Laleh                                   |
| 7     | Cow                   | Gene Loves Jezebel                      |
| 8     | So Here We Are        | Bloc Party                              |
| 9     | Call Me Irresponsible | Michael Bublé                           |
| 10    | Who Knows             | Natasha Bedingfield feat. Mike Elizondo |
| 11    | Like a star           | Corinne Bailey Rae                      |